# Gaora TV Championship
Le Gaora TV Championship (que l'on peut traduire par championnat Gaora TV) est un championnat de catch (lutte professionnelle) utilisé par l'All Japan Pro Wrestling (AJPW). Il a la particularité d'être défendu exclusivement durant les émissions télévisés sur la chaîne Gaora TV, le diffuseur historique de l'AJPW. Depuis le 7 octobre 2012 et la victoire de Seiya Sanada d'un tournoi pour désigner le premier champion le titre a connu 20 règnes pour 16 champions différents et a été vacant à deux reprises. L'actuel champion est Shigehiro Irie.

## Tournoi pour désigner le premier champion
Le 29 août 2012, l'All Japan Pro Wrestling organise une conférence de presse avec les dirigeants de Gaora TV pour annoncer la création du championnat Gaora TV. Le premier champion va être le vainqueur d'un tournoi opposant huit catcheurs dont le premier tour a lieu le 8 septembre puis la demi-finale ainsi que la finale le 7 octobre.
|  | Quarts de finale  | Quarts de finale  | Quarts de finale  | Quarts de finale  |                  |                  | Demi-finales | Demi-finales | Demi-finales | Demi-finales |  |  | Finale | Finale | Finale | Finale |
|  |                   |                   |                   |                   |                  |                  |              |              |              |              |  |  |        |        |        |        |
|  |                   |                   |                   |                   |                  |                  |              |              |              |              |  |  |        |        |        |        |
|  |                   |                   |                   |                   |                  |                  |              |              |              |              |  |  |        |        |        |        |
|  | Tomoaki Honma     | Tomoaki Honma     | Tombé             | Tombé             |                  |                  |              |              |              |              |  |  |        |        |        |        |
|  | Tomoaki Honma     | Tomoaki Honma     | Tombé             | Tombé             |                  |                  |              |              |              |              |  |  |        |        |        |        |
|  | Masayuki Kōno     | Masayuki Kōno     | 12:02             | 12:02             |                  |                  |              |              |              |              |  |  |        |        |        |        |
|  | Masayuki Kōno     | Masayuki Kōno     | 12:02             | 12:02             | Tomoaki Honma    | Tomoaki Honma    | 12:30        | 12:30        |              |              |  |  |        |        |        |        |
|  |                   |                   |                   |                   | Tomoaki Honma    | Tomoaki Honma    | 12:30        | 12:30        |              |              |  |  |        |        |        |        |
|  |                   |                   | Seiya Sanada      | Seiya Sanada      | Tombé            | Tombé            |              |              |              |              |  |  |        |        |        |        |
|  | Seiya Sanada      | Seiya Sanada      | Seiya Sanada      | Seiya Sanada      | Tombé            | Tombé            | Tombé        | Tombé        |              |              |  |  |        |        |        |        |
|  | Seiya Sanada      | Seiya Sanada      |                   |                   |                  |                  |              | Tombé        |              |              |  |  |        |        |        |        |
|  | Yuji Okabayashi   | Yuji Okabayashi   | 16:04             | 16:04             |                  |                  |              |              |              |              |  |  |        |        |        |        |
|  | Yuji Okabayashi   | Yuji Okabayashi   | 16:04             | 16:04             | Seiya Sanada     | Seiya Sanada     | Tombé        | Tombé        |              |              |  |  |        |        |        |        |
|  |                   |                   |                   |                   | Seiya Sanada     | Seiya Sanada     | Tombé        | Tombé        |              |              |  |  |        |        |        |        |
|  |                   |                   | Yasufumi Nakanoue | Yasufumi Nakanoue | 11:54            | 11:54            |              |              |              |              |  |  |        |        |        |        |
|  | Manabu Soya       | Manabu Soya       | Yasufumi Nakanoue | Yasufumi Nakanoue | 11:54            | 11:54            | 06:01        | 06:01        |              |              |  |  |        |        |        |        |
|  | Manabu Soya       | Manabu Soya       |                   |                   |                  |                  |              |              |              |              |  |  |        |        |        |        |
|  | Kazushi Miyamoto  | Kazushi Miyamoto  | Tombé             | Tombé             |                  |                  |              |              |              |              |  |  |        |        |        |        |
|  | Kazushi Miyamoto  | Kazushi Miyamoto  | Tombé             | Tombé             | Kazushi Miyamoto | Kazushi Miyamoto | 7:10         | 7:10         |              |              |  |  |        |        |        |        |
|  |                   |                   |                   |                   | Kazushi Miyamoto | Kazushi Miyamoto | 7:10         | 7:10         |              |              |  |  |        |        |        |        |
|  |                   |                   | Yasufumi Nakanoue | Yasufumi Nakanoue | Tombé            | Tombé            |              |              |              |              |  |  |        |        |        |        |
|  | Ryota Hama        | Ryota Hama        | Yasufumi Nakanoue | Yasufumi Nakanoue | Tombé            | Tombé            | 6:21         | 6:21         |              |              |  |  |        |        |        |        |
|  | Ryota Hama        | Ryota Hama        |                   |                   |                  |                  |              | 6:21         |              |              |  |  |        |        |        |        |
|  | Yasufumi Nakanoue | Yasufumi Nakanoue | Tombé             | Tombé             |                  |                  |              |              |              |              |  |  |        |        |        |        |
|  | Yasufumi Nakanoue | Yasufumi Nakanoue | Tombé             | Tombé             |                  |                  |              |              |              |              |  |  |        |        |        |        |
|  |                   |                   |                   |                   |                  |                  |              |              |              |              |  |  |        |        |        |        |

## Liste des champions
| #  | Champion         | Fois | Date              | Durée                     | Lieu                       | Notes                                                                          | Réf    |
| -- | ---------------- | ---- | ----------------- | ------------------------- | -------------------------- | ------------------------------------------------------------------------------ | ------ |
| 1  | Seiya Sanada     | 1    | 7 octobre 2012    | 7 mois et 20 jours        | Tokyo                      | Bat Yasufumi Nakanoue en finale d'un tournoi pour devenir le premier champion. | [ 3 ]  |
| 2  | René Duprée      | 1    | 27 mai 2013       | 2 mois et 14 jours        | Cocagne, Nouveau-Brunswick | Premier non japonais à détenir ce titre.                                       | [ 4 ]  |
| -  | Vacant           | 1    | 10 août 2013      | 3 mois et 14 jours        | NC                         | Duprée quitte l'AJPW pour rejoindre la Wrestle-1.                              | [ 5 ]  |
| 3  | SUSHI            | 1    | 24 novembre 2013  | 5 mois et 23 jours        | Nagano                     | Bat Keisuke Ishii en finale d'un tournoi.                                      | [ 6 ]  |
| 4  | Kotaro Suzuki    | 1    | 17 mai 2014       | 6 mois et 27 jours        | Yokohama                   |                                                                                | [ 7 ]  |
| 5  | KENSO            | 1    | 14 décembre 2014  | 5 mois et 21 jours        | Tokyo                      |                                                                                | [ 8 ]  |
| 6  | SUSHI            | 2    | 4 juin 2015       | 2 mois et 11 jours        | Tokyo                      |                                                                                | [ 9 ]  |
| -  | Vacant           | 2    | 15 août 2015      | 1 jour                    | NC                         | À la suite d'une blessure de SUSHI.                                            | [ 10 ] |
| 7  | Yohei Nakajima   | 1    | 16 août 2015      | 9 mois et 24 jours        | Kobe                       | Bat Billy Ken Kid pour devenir champion.                                       | [ 11 ] |
| 8  | Kazuhiro Tamura  | 1    | 9 juin 2016       | 6 jours                   | Isesaki                    |                                                                                | [ 12 ] |
| 9  | Yohei Nakajima   | 2    | 15 juin 2016      | 29 jours                  | Tokyo                      |                                                                                | [ 13 ] |
| 10 | Takeshi Minamino | 1    | 14 juillet 2016   | 28 jours                  | Tokyo                      |                                                                                | [ 14 ] |
| 11 | Yohei Nakajima   | 3    | 11 août 2016      | 9 jours                   | Ueda                       |                                                                                | [ 15 ] |
| 12 | Billy Ken Kid    | 1    | 20 août 2016      | 30 jours                  | Kobe                       |                                                                                | [ 16 ] |
| 13 | Yohei Nakajima   | 4    | 19 septembre 2016 | 2 mois et 8 jours         | Tokyo                      |                                                                                | [ 17 ] |
| 14 | Jiro Kuroshio    | 1    | 27 novembre 2016  | 2 mois et 19 jours        | Tokyo                      |                                                                                | [ 18 ] |
| -  | Vacant           | 3    | 15 février 2017   | 25 jours                  | NC                         | À la suite d'une blessure au genou de Kuroshio.                                | [ 19 ] |
| 15 | Jun Akiyama      | 1    | 12 mars 2017      | 1 an, 4 mois et 3 jours   | Tokyo                      | Il bat KENSO pour être le nouveau champion.                                    | [ 20 ] |
| 16 | TAIJIRI          | 1    | 15 juillet 2018   | 10 mois et 12 jours       | Tokyo                      |                                                                                | [ 21 ] |
| 17 | Yoshitatsu       | 1    | 27 mai 2019       | 1 an, 7 mois et 7 jours   | Gifu                       |                                                                                | [ 22 ] |
| 18 | Jun Kasai        | 1    | 3 janvier 2021    | 2 mois et 15 jours        | Tokyo                      | Il le remporte dans un Tables, Ladders and Chairs match.                       | [ 23 ] |
| 19 | Shuji Ishikawa   | 1    | 18 mars 2021      | 7 mois et 13 jours        | Tokyo                      | Il remporte un Glass Board, Barbed Wire, TLC, Alpha Death match                | [ 24 ] |
| 20 | Shigehiro Irie   | 1    | 31 octobre 2021   | 3 ans, 4 mois et 11 jours | Tokyo                      |                                                                                | [ 25 ] |

| #  | Champion         | Nombre de règnes | Durée (jours) |
| -- | ---------------- | ---------------- | ------------- |
| 1  | Yoshitatsu       | 1                | 587 jours     |
| 2  | Jun Akiyama      | 1                | 490 jours     |
| 3  | Yohei Nakajima   | 3                | 405           |
| 4  | TAIJIRI          | 1                | 316 jours     |
| 5  | SUSHI            | 2                | 246           |
| 6  | Seiya Sanada     | 1                | 232           |
| 7  | Kotarō Suzuki    | 1                | 211           |
| 8  | KENSO            | 1                | 172           |
| 9  | Jiro Kuroshio    | 1                | 80 jours      |
| 10 | René Duprée      | 1                | 75            |
| 11 | Jun Kasai        | 1                | 74 jours      |
| 12 | Shuji Ishikawa   | 1                | 227 jours     |
| 13 | Billy Ken Kid    | 1                | 30 jours      |
| 14 | Takeshi Minamino | 1                | 28            |
| 15 | Kazuhiro Tamura  | 1                | 6             |
| 16 | Shigehiro Irie   | 1                | 1 230 jours   |